# Histioea meldolae
Histioea meldolae là một loài bướm đêm thuộc phân họ Arctiinae, họ Erebidae.